# George Chesebro
George Chesebro (ur. 29 lipca 1888, zm. 28 maja 1959) – amerykański aktor filmowy. 

## Wybrana filmografia
- Mignon (1915)
- Because of a Woman (1917)
- Hands Up! (1918) - Hands Up!
- The She Wolf (1919)
- The Hope Diamond Mystery (1921)
- The Diamond Queen (1921)
- Wolf Blood (1925)
- Money to Burn (1926)
- Rustlers' Ranch (1926)
- Hearts and Spangles (1926)
- Mountains of Manhattan (1927)
- The Silent Avenger (1927)
- Should a Girl Marry? (1928)
- Lariats and Six-Shooters (1931)
- The Sheriff's Secret (1931)
- Wild West Whoopee (1931)
- The Kid from Arizona (1931)
- 45 Calibre Echo (1932)
- The County Fair (1932)
- Gorilla Ship (1932)
- Mystery Mountain (1934)
- The Law of the Wild (1934)
- The Miracle Rider (1935)
- The Adventures of Rex and Rinty (1935)
- Danger Ahead (1935)
- Fighting Caballero (1935)
- Custer's Last Stand (1936)
- The Lawless Nineties (1936)
- Robinson Crusoe of Clipper Island (1936)
- S.O.S. Coast Guard (1937)
- Outlaws of Sonora (1938)
- The Purple Vigilantes (1938)
- Lawless Valley (1938)
- Daredevils of the Red Circle (1939)
- Frontier Crusader (1940)
- Gunning for Vengeance (1946)
- The Lone Hand Texan (1947)
- Out West (1947)
- Black Hills (1947)
- Wyoming (1947)
- Stage to Mesa City (1947)
- Trails End (1949)
- Roll, Thunder, Roll! (1949)
- Punchy Cowpunchers (1950)
- The Traveling Saleswoman (1950)
- The Kid from Amarillo (1951)
- Pals and Gals (1954)